# Baby Ballerinas
El término "Baby Ballerinas" se refiere a Irina Barónova, Tamara Tumánova, y a Tatiana Riabouchinska, tres bailarinas principales del Ballet Ruso de Montecarlo en los años 1930. Su juventud y perfección técnica les trajo fama alrededor del mundo. En 1932, durante su primera temporada con el ballet ruso en Londres, Barónova y Tumánova tenían 12 años de edad, y Riabouchinska 14 años. Fue en ese momento que el crítico inglés Arnold Askell les acuñó el término de “Baby Ballerinas”.
Las "Baby Ballerinas" fueron descubiertas por George Balanchine en las clases de las exbailarinas Olga Preobrazhénskaya y Mathilde Kschessinska en los estudios Wacker de París después de la Revolución rusa de 1917. Balanchine las eligió para ser las estrellas de su nueva compañía, el Ballet Ruso de Montecarlo, debido a que las tres niñas ya tenían experiencia previa en el escenario.